# Hydrocolus
Hydrocolus is een geslacht van kevers uit de familie  waterroofkevers (Dytiscidae).
Het geslacht is voor het eerst wetenschappelijk beschreven in 2000 door Roughley & Larson.

## Soorten
Het geslacht omvat de volgende soorten:
- Hydrocolus deflatus (Fall, 1923)
- Hydrocolus filiolus (Fall, 1923)
- Hydrocolus heggiensis Ciegler, 2001
- Hydrocolus oblitoides Roughley & Larson, 2000
- Hydrocolus oblitus (Aubé, 1838)
- Hydrocolus paugus (Fall, 1923)
- Hydrocolus persimilis (Crotch, 1873)
- Hydrocolus rubyae (Larson, 1975)
- Hydrocolus rufiplanulus (Fall, 1923)
- Hydrocolus rupinus Roughley & Larson, 2000
- Hydrocolus sahlbergi Nilsson, 2001
- Hydrocolus stagnalis (Gemminger & Harold, 1868)